# 环戊烯
环戊烯（Cyclopentene）是分子式为C5H8的有机化合物。它是具有类似汽油味道的无色液体。